# Praia Saco do Sombrio (Ilhabela)
A Praia Saco do Sombrio é uma praia brasileira, ou Saco (acidente geográfico), localizada no distrito de Paranabi em Ilhabela, São Paulo. Nela fica a vila de Paranabi, sede do distrito.